# Klemens Stadler
Josef Klemens Stadler (* 23. Februar 1908 in München; † 25. August 1975 ebenda) war ein deutscher Archivar und Heraldiker.

## Leben
Nach dem Besuch des Gymnasiums in Metten und Burghausen studierte Klemens Stadler Rechtswissenschaft an der Universität München und promovierte zum Dr. jur. an der Universität Erlangen. Im Jahre 1933 trat er in den bayerischen Archivdienst ein. Im Anschluss an die Staatsprüfung wurde er 1936 Leiter des Sachgebiets Heraldik beim Bayerischen Hauptstaatsarchiv und später zum Oberarchivdirektor ernannt. Schriftleiter des Oberbayerischen Archiv war er von 1949 bis 1957.
Er ist Verfasser zahlreicher Veröffentlichungen über das kommunale Wappenwesen und kulturgeschichtlicher Abhandlungen, außerdem schrieb er mehrere Kirchenführer.
Für sein achtbändiges Werk Deutsche Wappen/Bundesrepublik Deutschland (Bremen 1964–1972) wurde ihm im Rahmen des 11. internationalen Kongresses für Genealogie und Heraldik in Lüttich 1972 der neu geschaffene Internationale Preis Arvid Berghman verliehen. Die Übergabe des Preises erfolgte in der königlichen Bibliothek zu Stockholm durch den Präsidenten der Stiftung, Arvid Berghman.

## Schriften (Auswahl)
- Beiträge zur Rechtsgeschichte der Stadt Salzburg im Mittelalter (= Südostbayerische Heimatstudien, Bd. 9). Hirschenhausen 1934 (= Dissertation Universität Erlangen).
- Pfarrbücherverzeichnis für das Erzbistum München und Freising (= Pfarrbücherverzeichnisse für das rechtsrheinische Bayern, Bd. 1). Ackermann, München 1938.
- Pfarrbücherverzeichnis für das Erzbistum Bamberg (= Pfarrbücherverzeichnisse für das rechtsrheinische Bayern, Bd. 5). Ackermann, München 1941.
- mit Friedrich Zollhoefer: Wappen der schwäbischen Gemeinden (= Schwäbische Heimatkunde, Bd. 7). Verlag des Heimatpflegers von Schwaben, Kempten 1952.
- Der Weg zur Selbstverwaltung der bayerischen Landkreise. Ein Beitrag zur Geschichte der bayerischen Landkreise. Landkreisverband Bayern, München 1962.
- Die Wappen der oberfränkischen Landkreise und Gemeinden (= Die Plassenburg, Bd. 20). Freunde der Plassenburg, Kulmbach 1963.
- Deutsche Wappen. Bundesrepublik Deutschland. Acht Bände. Angelsachsen-Verlag, Bremen 1964–1971.
- (Bearb.): Wappen in Bayern (= Ausstellungskataloge der staatlichen Archive Bayerns, Bd. 8). Degener, Neustadt/Aisch 1974.